# Chrenovec-Brusno
Chrenovec-Brusno je obec na Slovensku v okrese Prievidza v Trenčínském kraji ležící v centrální části Handlovské kotliny. Obcí protéká říčka Handlovka.
První písemná zmínka o obci je z roku 1243. V obci je římskokatolický kostel svatého Michala archanděla z roku 1339 a kaple Panny Marie z roku 1902.